# Cyclominae
Cyclominae (лат.) — подсемейство жуков-слоников (долгоносиков).
Основой для выделения триб служит строение гениталий. Представители трибы Notiomimetini ведут скрытный образ жизни в лесной подстилке и в песке. Головотрубка короткая, постокулярные доли хорошо развиты.
Ископаемый вид трибы Listroderini найден в Антарктиде в 500 км от южного полюса (Meyer Desert Formation, Ледник Бирдмора, Трансантарктические горы).

## Систематика
Более 100 родов. Трибы Amycterini (Австралия) и Cyclomini (Somatodini, Африка) иногда выделяют в отдельное подсемейство Amycterinae (Zimmerman, 1993), которое в результате кладистического анализа рассматривается сестринским к Gonipterinae и Rhythirrinini, а все вместе — к Entiminae.
- Amycterini Waterhouse, 1854
  - Acantholophus — Acherres — Achorostoma — Aedriodes — Alexirhea — Amorphorhinus — Amycterus — Anascoptes — Antalaurinus — Atychoria — Brachyrothus — Chriotyphus — Cubicorhynchus — Cucullothorax — Dialeptopus — Dicherotropis — Ennothus — Euomella — Euomus — Gagatophorus — Hyborrhinus — Hypotomops — Lataurinus — Melanegis — Molochtus — Myotrotus — Mythites — Neohyborrhynchus — Notonophes — Oditesus — Ophthalamycterus — Parahyborrhynchus — Pseudonotonophes — Sclerorinus — Sclerorrhinella — Sosytelus — Talaurinellus — Talaurinus — Tetralophus
- Aterpini Lacordaire, 1863
  - Aades — Acalonoma — Aesiotes — Alastoropolus — Alphitopis — Anagotus — Anomocis — Aoplocnemis — Aterpodes — Cechides — Chrysolopus — Chrysophoracis — Dexagia — Dixoncis — Euthyphasis — Heterotyles — Iphisaxus — Julietiella — Lyperopais — Micropolus — Nemestra — Oenopus — Ophthalmorychus — Pelororhinus — Psuchocephalus — Rhadinosomus — Rhinaria — Rhinoplethes — Stenotherium — ?Aromagis — ?Atelicus — ?Kershawcis — ?Strongylorhinus
- Cyclomini Schönherr, 1826
  - Epicthonius — Occylotrachelus — Somatodes
- Dichotrachelini Hoffmann, 1957
  - Adichotrachelus — Dichotrachelus
- Hipporhinini Lacordaire, 1863
  - Asperogronops — Balearicola — Borborocoetes — Brachygronops — Bronchus — Byrsopidius — Depresseremiarhinus — Entomoderus — Eremiarhinus — Gronopidius — Gronops — Hyomora — Hypocolobus — Ithyphallus — Notogronops — Ophryodotus — Origenes — Pararhytirhinus — Plastologus — Pseudogronops — Solenorhinus — Stramia
- Listroderini LeConte, 1876 — более 400 видов, 4 трибы, 36 родов[7]
  - Acroriellus — Acrorius — Acrostomus — Adioristidius — Amathynetoides — Andesianellus — Anorthorhinus — Antarctobius — Falklandiellus — Falklandiopsis — Falklandius — Germainiellus — Gromilus — Gunodes — Haversiella — Hyperoides — Inaccodes — Lamiarhinus — Lanteriella — Liparogetus — Listroderes — Listronotus — Macrostyphlus — Methypora — Nacodius — Neopachytychius — Nestrius — Palaechthus — Palaechtodes — Philippius — Puranius — Rhigopsidius — Rupanius — Steriphus — Trachodema — Tristanodes
- Notiomimetini Wollaston, 1873
  - Aphela — Mandalotina — Neosyagrius — Notiomimetes — Psaldus — Tasmanica — Wallastonicis
- Rhythirrinini Lacordaire, 1863
  - Aparete — Ethemaia — Eupages — Hyphaeria — Medicasta — Misetes — Myarda — Ophryota — Paracairius — Phrenozemia — Rhyparosomus — Rhythirrinus — Tanystethus — Terapopus — Zephryne